# Wie wordt Junior?
Wie wordt Junior? is een televisieprogramma dat in 2013 te zien was op Ketnet. Het programma was de opvolger van Junior Eurosong, het programma dat in 2003 voor het eerst een Belgische inzending koos voor het Junior Eurovisiesongfestival. De winnaar mocht in de herfstvakantie een nieuwe single en videoclip gaan opnemen in de Abbey Road Studios in Londen. Pieter Vreys won de competitie met het lied Op de radio.

## Kandidaten
De kandidaten werden op 22 juni 2013 voorgesteld in het programma Ketnet King Size.
| Coach          | Artiest         | Lied                 |
| -------------- | --------------- | -------------------- |
| Kathleen Aerts | Emilie Graff    | Spring Is in the Air |
| Kathleen Aerts | Jellybeans      | Owiejo               |
| Kathleen Aerts | Les Trois       | Knetter op jou       |
| Ronny Mosuse   | KETZ            | Donder               |
| Ronny Mosuse   | Lelia Franck    | Tic Toc Tango        |
| Ronny Mosuse   | Pieter Vreys    | Op de radio          |
| Brahim         | Lotte De Clerck | Zie ik je staan      |
| Brahim         | Meskerem Mees   | Tieners              |
| Brahim         | Talle Paulus    | Sweet Summer Boy     |